# Източен регион (Мароко)
Източният регион е един от 16-те региона на Мароко.
Населението му е 1 918 094 жители (2004 г.), а площта – 82 900 km². Намира се в североизточната част на страната, в часова зона UTC+0. Граничи със Средиземно море на север, с Алжир на изток и юг, както и на запад с мароканските региони (от север на юг) Таза - Ал-Хосейма - Таунат, Фес - Булман, Мекнес – Тафилалет.
Разделен е на 6 провинции и префектура (с административния център Уджда):
- префектура Уджда-Ангад – с 477 100 жители,
- провинция Надор – с 505 647 жители,
- провинция Беркан – с 270 328 жители,
- провинция Дриуш – с 222 987 жители,
- провинция Таурирт – с 206 762 жители,
- провинция Фигиг – със 129 430 жители,
- провинция Джерада – със 105 840 жители.

Най-големите градове в региона са Уджда (с население на общината 400 738 души), Надор (със 126 207 д.), Беркан (115 000 д.), Таурирт (80 024 д.)